# 烏爾斯河 (維舍拉河支流)
烏爾斯河（俄语：Улс），是俄羅斯的河流，流经該國斯维尔德洛夫斯克州和彼爾姆邊疆區，屬於維舍拉河的左支流，發源自北烏拉爾山脈，河道全長89公里，流域面積2,190平方公里。